# Antony Bolsover
Antony Bolsover (* 3. November 1972), auch Anthony Bolsover, ist ein ehemaliger englischer Snookerspieler aus Sheffield, der mit Unterbrechungen zwischen 1991 und 2003 Profispieler war. In dieser Zeit gewann er das Merseyside Professional 1997 und erreichte Rang 68 der Snookerweltrangliste.

## Karriere
Bolsover wurde 1991 mit der Öffnung der Profitour Profispieler. Nachdem er in den ersten beiden Spielzeiten hauptsächlich früh in den Turnierqualifikationen ausschied, hatte er in der Saison 1993/94 seinen Durchbruch. Er erreichte zunächst das Viertelfinale des zweiten Strachan-Challenge-Events und dann das Achtelfinale der British Open. Diese hatten im Gegensatz zum ersten Turnier auch Einfluss auf die Snookerweltrangliste, auf der er sich deshalb gleich auf Platz 128 platzierte. Auch danach feierte er gute Ergebnisse bei Ranglistenturnieren. So zog er in die Runde der letzten 32 der British Open 1997 und ins Achtelfinale der Welsh Open 1995 ein. Vor allem aber siegte er mit einem Finalerfolg über Paul Wykes beim Merseyside Professional 1997. Obgleich dieses Turnier keinen Einfluss auf die Weltrangliste hatte, kletterte er auf dieser bis auf Rang 81. Just zu diesem Zeitpunkt gab es strukturelle Änderungen am Profizirkus und die eigentliche Profitour wurde auf einige Dutzend Spieler begrenzt. Mit seiner Weltranglistenposition verpasste Bolsover nur knapp eine direkte Qualifikation. Da er auch eine nachträgliche Qualifikation über die WPBSA Qualifying School verpasste, musste er in der nächsten Spielzeit auf die UK Tour 1997/98 ausweichen.
Auf dieser „Ersatz-Profitour“ konnte er einige gute Ergebnisse erzielen. Allen voran erreichte er beim zweiten Event das Endspiel. Wenngleich er dem Waliser Mark Fenton unterlag, qualifizierte er sich so für die nächste Saison der richtigen Profitour. Auch wenn er bei seinem Comeback die Hauptrunde der British Open 1999 erreichte, musste er die Profitour nach nur einem Jahr direkt wieder verlassen, weil er auf der Weltrangliste nur auf Platz 135 platziert war. Also kehrte Bolsover wieder auf die UK Tour zurück. Dank einer Halbfinalteilnahme konnte er aber nach nur einer Saison wieder zurückkehren. Diesmal waren seine Ergebnisse vergleichsweise besser, unter anderem erreichte er die Runde der letzten 32 des Thailand Masters 2001. Dadurch konnte er etwas länger auf der Profitour bleiben als bei seinem ersten Comeback. Zeitweise auf Platz 68 der Weltrangliste geführt, musste Bolsover aber nach einer etwas schlechteren Saison 2002/03 den Profistatus dann doch wieder abgeben.
Bereits 2003 hatte er bei der EASB Open Tour mit einer erneuten Halbfinalteilnahme ein gutes Ergebnis erzielt. 2004 konnte er mit einer Halbfinalteilnahme bei den Pontins Autumn Open daran anschließen. Daneben nahm Bolsover sowohl 2003/04 als auch 2004/05 an der Challenge Tour als Nachfolger der UK Tour teil. Trotz durchaus guter Ergebnisse verpasste er eine neuerliche Qualifikation. 2005 beendete er seine Profikarriere. 2006 wurde er noch Vize-Meister von Yorkshire, danach gab er das Snooker auf. Anschließend machte er sich als Finanzberater selbstständig.

## Erfolge
| Ausgang         | Jahr | Turnier                             | Finalgegner | Ergebnis  |
| --------------- | ---- | ----------------------------------- | ----------- | --------- |
| Profiturniere   |      |                                     |             |           |
| Sieger          | 1997 | Merseyside Professional             | Paul Wykes  | 5:4       |
| Amateurturniere |      |                                     |             |           |
| Zweiter         | 1998 | UK Tour 1997/98 – Event 2           | Mark Fenton | 4:6       |
| Zweiter         | 2006 | Snooker-Meisterschaft von Yorkshire | Peter Lines | unbekannt |